# 天空 (新垣結衣專輯)
《天空》（日语：そら）是日本女歌手新垣結衣以歌手身份出道的第一張音樂作品，於2007年12月5日由日本華納唱片發行。

## 概要
專輯以「初回限定盤」及「通常盤(CD+DVD)」兩種版本發售。所有版本的首批出貨品，附有一張新垣結衣於12月21日首次在日本武道館舉行演唱會的門票，並附有一張二維碼的特別卡。此外，「初回限定盤」的封面是由新垣結衣親自設計。
此外，於2007年12月12日推出DVD《天空Film》，DVD收錄了〈heavenly days〉、〈天空〉、〈追憶〉、〈落日之丘〉4首歌曲的音樂錄影帶，而特典影像更收錄拍攝幕後花絮及新垣結衣本人聲音評論。當中《天空Film》收錄的〈heavenly days〉音樂錄影帶與通常盤專輯中DVD所收錄的是不同版本。

## 收錄歌曲

### 初回限定盤
1. heavenly days　[4:35]
作詞：新原陽一，作曲：美蓮葛 (樂隊)（日语：メレンゲ (バンド)），編曲：松岡基樹、阿部尚徳
主演電影《戀空》插曲。
2. 橘色的 (オレンジ)　[3:33]
作詞・作曲：SUNEOHAIR（日语：スネオヘアー）
3. 落日之丘 (陽のかげる丘)　[5:13]
作詞・作曲：安藤裕子
朝日飲料「Mitsuya Cider」廣告曲。
4. 追憶 ()　[4:27]
作詞・作曲：辻亞彌乃，編曲：松岡基樹（日语：松岡モトキ）、阿部尚徳，弦樂：竹内純
主演電影《戀愛部屋（日语：恋するマドリ）》主題歌。
5. 光芒 ()　[5:51]
作詞：新垣結衣，作曲：葛谷葉子，編曲：知野芳彦
6. Sign of the moon 〜interlude〜　[1:58]
作曲：高橋啓太、編曲：大人模式（オトナモード）
7. 星光 ()　[3:56]
作詞・作曲：ミト<from clammbon>
8. 對戒 ()　[4:57]
作詞・作曲：古内東子
9. 瞭解愛 (愛を知りたくて)　[4:08]
作詞・作曲：辻亞彌乃，編曲：森俊之
10. 天空 ()　[4:48]
作詞：新垣結衣，作曲：H ZETT M，編曲：淺田信一（日语：浅田信一）
本專輯的標題曲，音樂影片以「努力的人」為主題。

### 通常盤
CD
1. heavenly days
2. 橘色的（オレンジ）
3. 落日之丘（陽のかげる丘）
4. 追憶
5. 光芒
6. Sign of the moon 〜interlude〜
7. 星光
8. 對戒
9. 瞭解愛（愛を知りたくて）
10. 天空

DVD
1. 「heavenly days」 PV
2. 「heavenly days」 PV Making映像

## 《天空Film》DVD
1. 「heavenly days」 PV（another edition）
2. 「天空」 PV
3. 「追憶」 PV
4. 「落日之丘」 PV
5. 特典影像「拍攝幕後花絮+本人聲音評論」

## 外部連結
- 新垣結衣官方網站（页面存档备份，存于） （日語）
- 唱片公司官網唱片介紹
  - 《天空》【初回限定盤】 （日語）
  - 《天空》【通常盤】 （日語）
  - 《天空Film》【DVD】 （日語）